# 리컨스트럭션
리컨스트럭션(Reconstruction)은 덴마크에서 제작된 크리스토퍼 부 감독의 2003년 드라마, 멜로/로맨스 영화이다. 니콜라이 리 코스 등이 주연으로 출연하였고 티네 그류 파이퍼 등이 제작에 참여하였다.

## 출연

### 주연
- 니콜라이 리 코스
- 마리아 보네비
- 크리스터 헨릭슨

### 조연
- 니콜라스 브로

## 제작진
- 공동제작: 라스 겔드가르드
- 공동제작: 아케 산드그렌
- 미술: 마틴 드 스라